# Aleksandra Žukovskaja
Aleksandra Vasil'evna Žukovskaja (Düsseldorf, 11 novembre 1842 – Nossen, 26 agosto 1899) è stata una nobildonna russa, moglie morganatica di Aleksej Aleksandrovič Romanov.

## Biografia
Era figlia di Vasilij Andreevič Žukovskij, e di sua moglie, Elizabeth Reutern. Suo padre era il tutore dell'erede principe ereditario Alessandro, futuro zar Alessandro II. 
Dopo la morte del padre, nel 1852, insieme a sua madre, ritornò a San Pietroburgo e più tardi venne nominata damigella d'onore dell'imperatrice.

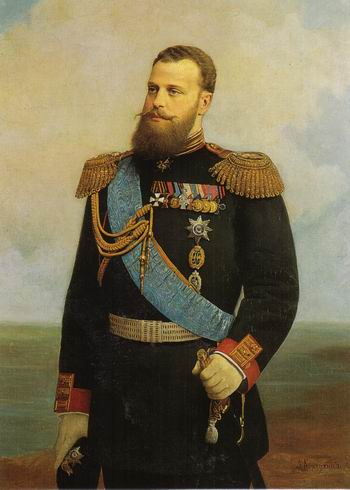
Ritratto di Aleksej Aleksandrovič Romanov, di Aleksej Ivanovič Korzuchin, 1889.

Nel 1870 iniziò una relazione con il granduca Aleksej. All'inizio della relazione lui aveva 19 anni e lei 27 anni.
Il 20 agosto 1871, Aleksej fece il giro del mondo, e il 26 novembre dello stesso anno, Alexandra diede alla luce un figlio, a Salisburgo, a cui diede il nome del padre, Aleksej. Il Granduca viaggiò per quasi due anni, durante i quali Aleksandra fu sottoposta a forti pressioni da parte della famiglia reale; le relazioni vennero interrotte.
Il 24 marzo 1875 venne nominata baronessa Seggiano.

## Matrimonio
Sposò, il 14 dicembre 1875, il barone Christian Heinrich von Woermann. In connessione con il disegno di legge, dal matrimonio ricevette una grossa somma, e poi Alessandro III le concesse una pensione a vita.
Suo figlio Aleksej ricevette nel 1884 da suo zio, l'imperatore Alessandro III, il titolo di Conte Belevskij. Nel 1901, ha aggiunto il nome del nonno materno.

## Morte
Morì il 26 agosto 1899 a Nossen.